# Glidden (Iowa)
Pour les articles homonymes, voir Glidden.
Glidden est une ville du comté de Carroll, en Iowa, aux États-Unis. Elle est fondée en 1866 et incorporée le 22 août 1873.
La ville est baptisée soit en l'honneur de W. T. Glidden, constructeur du chemin de fer ou pour Joseph Glidden, l'inventeur du fil de fer barbelé. 